# 井口镇 (江安县)
井口镇，是中华人民共和国四川省宜宾市江安县曾经下辖的一个镇。2019年8月，撤销桐梓镇和井口镇，将其所属行政区域和四面山镇山华村、总旗村、高洞村所属行政区域划归阳春镇管辖。

## 行政区划
井口镇撤销前下辖以下地区：
井口社区、井口川安社区、红花村、卯更村、风凰村、走马村、增产村、武侯村、碾子村、复员村和白坭村。